# Папатріго
Папатріго (ісп. Papatrigo) — муніципалітет в Іспанії, у складі автономної спільноти Кастилія-і-Леон, у провінції Авіла. Населення — 269 осіб (2010).
Муніципалітет розташований на відстані близько 110 км на північний захід від Мадрида, 26 км на північний захід від Авіли.

## Демографія
Динаміка населення (INE ):